# Safety Harbor
Safety Harbor é uma cidade localizada no estado americano da Flórida, no condado de Pinellas. Foi incorporada em 1917.

## Geografia
De acordo com o United States Census Bureau, a cidade tem uma área de 13,1 km², onde 12,7 km² estão cobertos por terra e 0,4 km² por água.

### Localidades na vizinhança
O diagrama seguinte representa as localidades num raio de 16 km ao redor de Safety Harbor.

## Demografia
Segundo o censo nacional de 2010, a sua população é de 16 884 habitantes e sua densidade populacional é de 1 330,4 hab/km². Possui 8 062 residências, que resulta em uma densidade de 635,3 residências/km².